# Pseudagrion inopinatum
Pseudagrion inopinatum – gatunek ważki z rodziny łątkowatych (Coenagrionidae). Jest endemitem Południowej Afryki; stwierdzono go w prowincjach Mpumalanga i KwaZulu-Natal.
Imago lata od października do końca maja. Długość ciała 38 mm. Długość tylnego skrzydła 21,5–22,5 mm.